# 邓广铭
鄧廣銘（1907年3月16日—1998年1月10日），字恭三，男，山東臨邑人，中國历史學家，專門研究宋代歷史，對兩宋和遼、金鑽研極深。主要著作有《中国史纲要·宋辽金史纲要》、《北宋政治改革家王安石》、《岳飞传》、《辛弃疾传》、《陈龙川传》、《辛稼轩年谱》、《稼轩词编年笺注》、《宋史职官志考正》、《宋史刑法志考正》等。

## 生平
1907年，邓广铭出生于山东省临邑县齐家庄，家境殷实。1913年，入读私塾，历时七年半。1920年秋，考入临邑县立第一高等小学。
1923年夏，邓广铭考入山东省立第一师范学校，“受到了一次真正的启蒙教育”。与李广田、臧克家是同窗。1927年，因反对军阀任命之守旧派新校长，参与发起全校学生罢课，被开除学籍。1931年，第一次报考北京大学，未被录取，便考入私立辅仁大学英语系就读。次年再次投考北大，入史学系就读。
在北大求学期间，邓广铭遇到了对他学术生涯影响最大的两位导师：胡适与傅斯年。胡适时任北大文学院院长，为史学系讲授中国哲学史、中国中古思想史、中国文学史概要。大学四年级时，邓广铭选修了胡适开设的“传记文学习作”课程。他所写的毕业论文：《陈龙川传》受到了胡适的高度评价，这使得当时的邓广铭大受鼓舞。而时任中央研究院历史语言研究所（史语所）所长傅斯年在北大史学系开设的史学方法导论，提出的“史学即是史料学”的观点，对邓广铭的治史方法也产生了巨大影响。1936年，从北大史学系毕业后，胡适将邓广铭留在北大文科研究所任助理员，并兼史学系助教。留校以后，邓广铭主要从事的工作是与罗尔纲一起整理北大图书馆所藏历代石刻拓片，并且协助钱穆点校整理为编写《国史大纲》而搜集的资料。就在毕业后的一年间，邓广铭确定了他今后的学术方向。
在胡适给《陈龙川传》所写的评语中，曾提出：“陈同甫与辛稼轩交情甚笃，过从亦多，文中很少说及，应予补述。”。这是邓广铭研究辛弃疾的最初契机。此外，当时中国遭受侵略的现实使得邓广铭决定为爱国志士作传。1937年，邓广铭的《〈辛稼轩年谱〉及〈稼轩词疏证〉总辨正》刊出，获得胡适、陈寅恪、夏承焘等的一致好评，为邓广铭的成名作。
此后不久，发生了卢沟桥事变，抗日战争爆发，邓广铭转往北平图书馆继续研究，在赵万里、傅斯年的帮助下，完成了《辛稼轩年谱》、《稼轩词编年笺注》、《辛稼轩诗文钞存》三部书稿。1939年8月，邓广铭辗转上海、香港、河内前往昆明，来到西南联大，在北大文研所做陈寅恪的助教。1940年，邓广铭随傅斯年的史语所迁往四川南溪县李庄。1940年底至1942年春，邓广铭受中英庚款董事会的资助，从事《宋史》的考订工作，后来发表的《宋史职官志考正》、《宋史刑法志考正》等，都是在此期间完成的。
1942年春，为把滞留于北平的妻女接出，邓广铭赴重庆工作，经友人何滋全介绍，进入CC派党营事业的中国文化服务社工作，主编《读书通讯》刊物。1943年7月，经傅斯年举荐，邓广铭被内迁重庆北碚的复旦大学聘为史地系副教授。由于他讲授的“中国通史”受到学生欢迎，两年后晋升为教授。在此期间，《陈龙川传》、《韩世忠年谱》、《岳飞传》三部作品也相继刊行。
抗战胜利后，1946年5月邓广铭回到北大，担任校长室秘书（代理校长傅斯年），不久后担任历史系副教授。1948年冬季，傅斯年出任台湾大学校长，以北大校长胡适、教育部长朱家骅的名义，通过北大秘书长郑天挺邀请邓广铭赴台湾，但遭到邓广铭拒绝。
1950年晋升为北大历史系教授。从1954年至文革一直担任中国古代史教研室主任。二十世纪五十年代是邓广铭学术生涯的黄金时期，他在1947年至1957年间发表了大量史学著作。1958年因在教学过程中提出年代学、职官制度、历史地理与目录学为研究中国历史的“四把钥匙”而受到批判。其后开始参与编写《中国史纲要·宋辽金史》。

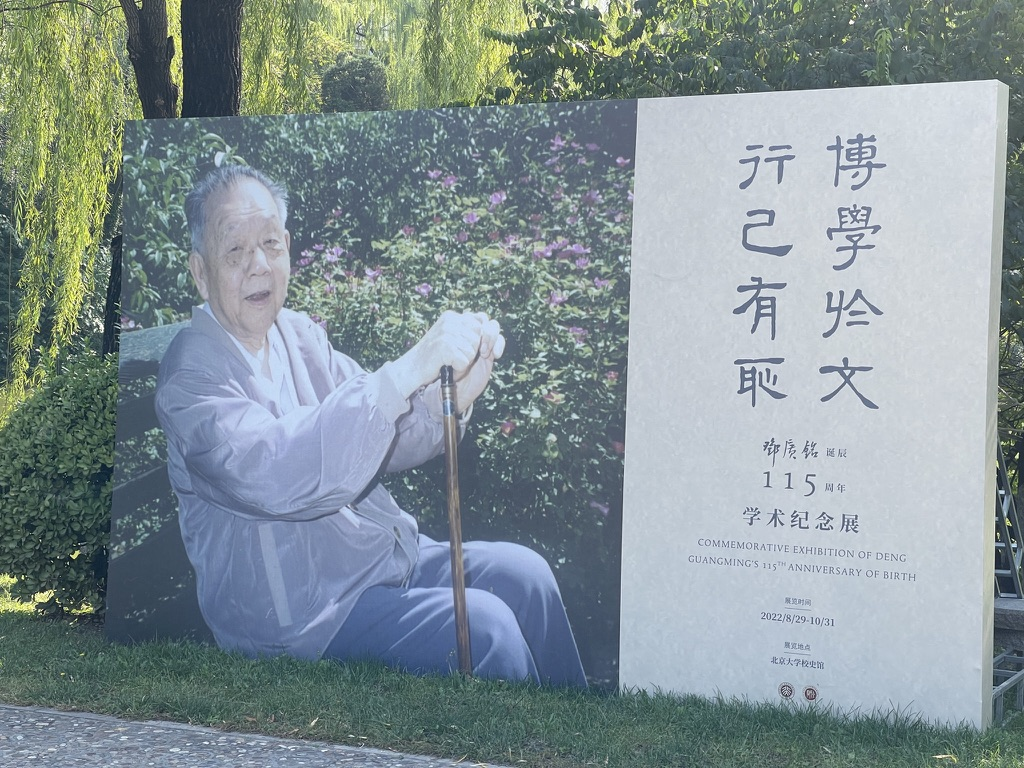
北京大學校史館鄧廣銘誕辰115週年展覽

文化大革命开始之后，邓广铭被指为“反动学术权威”，或在北大劳动基地太平庄劳动，或回校于“劳改大院”住牛棚参加改造。1969年10月，根据军宣队决定，与北大教职工一起下放至江西鄱阳湖畔的鲤鱼洲从事围湖造田劳动。
文革结束后，邓广铭出任北大历史系主任。1980年以来，历任中国史学会主席团成员、中国宋史研究会会长、名誉会长。1982年以来，历任国家古籍整理出版规划小组成员、顾问；1983年以来，历任全国高等院校古籍整理研究工作委员会副主任、顾问等。1983年，北京大学中国中古史研究中心成立，邓广铭担任该中心主任，培育了大量学术人才。同时，他的学术研究也成果不断。
1998年1月10日，邓广铭去世，終年91歲。

## 学术成就
邓广铭是二十世纪宋史断代研究的开创者、宋代史学研究体系的奠基人。从1937年的《〈辛稼轩年谱〉及〈稼轩词疏证〉总辨正》开始，邓广铭对宋代的政治史、经济史，以及典章制度、学术文化等进行了广泛而深入的研究。周一良认为邓广铭堪称“二十世纪海内外宋史第一人”。
1943年，陈寅恪在为《宋史职官志考正》所作的序中评价说：“邓恭三先生广铭，夙治宋史，欲著《宋史校正》一书，先以《宋史职官志考正》一篇，刊布于世。其用力之勤，持论之慎，并世治宋史者，未能或之先也。……他日新宋学之建立，先生当为最有功之一人，可以无疑也。”1947年，顾颉刚在《当代中国史学》一书中对本世纪上半叶的中国史学做了一番全面的回顾，其中说：“宋史的研究，邓先生实有筚路蓝缕之功。”